# Норт Кент

Остров Норт Кент (на английски: North Kent Island) е 51-вият по големина остров в Канадския арктичен архипелаг. Площта му е 590 км2, която му отрежда 62-ро място сред островите на Канада. Административно принадлежи към канадската територия Нунавут. Необитаем.
Островът се намира в централната част на архипелага, между двата големи канадски острова Елсмиър на изток и Девън на югозапад. Широкият 4,6 км Хел Гейт (Адска врата, Втата към ада) го отделя от п-ов Симонс на остров Елсмиър, а 7,6-километровия проток Кардиган – от п-ов Колин Арчър на остров Девън. На изток от острова се простира широкия проток Джонс, а на север залива Норуиджън Бей (Норвежки залив).
Бреговата линия с дължина 122 км е слабо разчленена. Дължината на острова от северозапад на югоизток е 42 км, а ширината от запад на изток – 23 км. С изключение на северните брегове, останалите са стръмни, на места дори отвесни с височина от 50 до 100 м. Централната част на острова, представлява високо плато, покрито с леден купол с площ от 150 км2, където се намира и най-високата точка на острова – 642 м.
По стърмните изночни и североизточни брегове от май до септември гнездят стотици хиляди двойки прелетни птици – чистик, гага, полярна чайка и др. Западните и особено северните полегати брегове и плажове предоставят идеални условия за леговища на моржове, пръстенчати тюлени, нарвали и други морски млекопитаещи.
Островът и отделящият го от остров Девън проток Кардиган са открити на 19 май 1853 г. от експедиция ръководена от английски полярен изследовател Едуард Белчер и е кръстен от него на графство Кент в Югоизточна Англия.
През зимата на 1899-1900 г. Норт Кент е за първи път детайлно изследван и картиран от норвежкия полярен изследовател Ото Свердруп, който открива и протока Хел Гейт, отделящ го от остров Елсмиър.
|  | Тази страница частично или изцяло представлява превод на страницата „Норт-Кент (остров)“ в Уикипедия на руски. Оригиналният текст, както и този превод, са защитени от Лиценза „Криейтив Комънс – Признание – Споделяне на споделеното“, а за съдържание, създадено преди юни 2009 година – от Лиценза за свободна документация на ГНУ. Прегледайте историята на редакциите на оригиналната страница, както и на преводната страница, за да видите списъка на съавторите. ВАЖНО: Този шаблон се отнася единствено до авторските права върху съдържанието на статията. Добавянето му не отменя изискването да се посочват конкретни източници на твърденията, които да бъдат благонадеждни. |